# Suối Tân
Suối Tân là một xã thuộc huyện Cam Lâm, tỉnh Khánh Hòa, Việt Nam.
Xã Suối Tân có diện tích 76.08 km², dân số năm 1999 là 6552 người, mật độ dân số đạt 86 người/km².